# 2007 en Grèce
Chronologie de la Grèce
- 2003
- 2004
- 2005
- 2006
- 2007
- 2008
- 2009
- 2010
- 2011

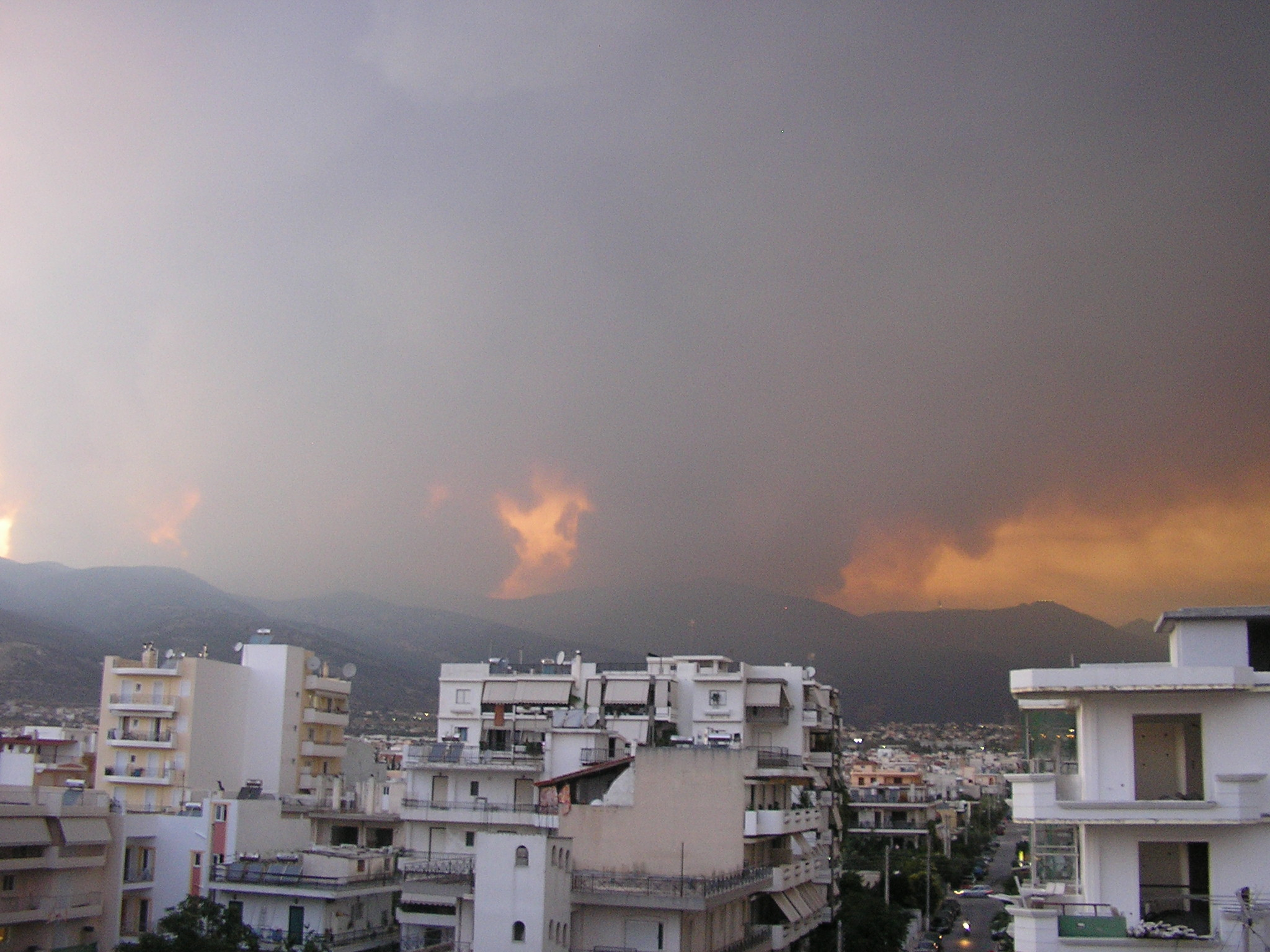
Incendie près d'Athènes (2007).

Cette page concerne les évènements survenus en 2007 en Grèce  :

## Évènement
- 12 janvier : Une attaque terroriste mineure a lieu à l'ambassade américaine d'Athènes (en): une grenade propulsée par fusée Wasp 58 est tirée sur le bâtiment  (pas de victime).
- 29 mars :  Meurtre de Mihalis Filopoulos (en), supporter de l'équipe de football du Panathinaïkos, à Péania.
- 6 avril : Le navire Sea Diamond, coule au large de Santorin (pas de victime)
- été : Feux de forêt de l'été
- 16 septembre : Élections législatives
- 19 septembre : Gouvernement Kóstas Karamanlís II
- 11 novembre : Élection du président du Mouvement socialiste panhellénique
- Classement de la vieille ville de Corfou au patrimoine mondial de l'Unesco.

## Cinéma - Sortie de film
- 16-25 novembre : Festival international du film de Thessalonique.
- El Greco, les ténèbres contre la lumière
- Fugitive Pieces

## Sport
- 23 mai : Organisation de la finale de la Ligue des champions de l'UEFA, match de football entre l'Associazione Calcio Milan et Liverpool Football Club (victoire des Italiens).
- 31 mai-3 juin : Rallye de l'Acropole (en)
- 30 juin-6 juillet : Participation de la Grèce aux championnats du monde d'athlétisme (en) à Osaka au Japon.
- 24 août-2 septembre : Organisation des Jeux des Îles (en) à Rhodes.
- 16-23 septembre : Organisation des championnats du monde de gymnastique rythmique à Patras.
- Championnat de Grèce de basket-ball (2006-2007) (en)
- Championnat de Grèce de basket-ball (2007-2008) (en)
- Championnat de Grèce de football 2006-2007
- Championnat de Grèce de football 2007-2008
- Coupe de Grèce de football 2006-2007 (en)
- Coupe de Grèce de football 2007-2008 (en)
- Création du club de sports : Eordaikos 2007 F.C. (en) (football).

## Création
- Alliance libérale (en)
- Intervention écologique (en)
- Kerameikos (station de métro) (en)
- Gare de Kiato
- Kosmos tis Patras (en), journal.
- MarineTraffic, développé par l'université de l'Égée à Ermoúpoli.
- Musée byzantin de la Phthiotide (en)
- Organisation d'expulsion du racisme (en)
- Zino, réseau social.

## Dissolution
- Alliance patriotique (en)
- Ancien musée de l'Acropole
- Intervention écologique (en)
- École de la communauté japonaise d'Athènes (en)

## Décès
- Constantin Andréou, peintre et sculpteur.
- Péris Ieremiádis, peintre, dessinateur et illustrateur.
- Jimmy Makulis, chanteur.
- Sotíris Moustákas, acteur.
- Vassilis Photopoulos, peintre, réalisateur et directeur artistique.
- Dímitra Tserkézou, sculptrice.